# イトメ
日本パロロ（糸目）は、多毛綱サシバゴカイ目ゴカイ科の一種の底生動物である。イトミミズ（糸蚯蚓、学名 Tubifex tubifex）とは別の生物である。

## 生態
汽水から淡水の浅瀬の泥中に住む。日本では10～11月が繁殖期で、大潮の夜に生殖体に変形して淡水に遡上し繁殖する。

## 利用
日本では、バチ、エバなどと呼ばれる生殖体を、釣りの生き餌や、養魚用の餌として使用する。
中国語の標準名は「疣吻沙蚕」（yóuwěn shācán）というが、中国広東省の順徳料理や広州料理では「禾虫」（広東語 ウォーチョン）の名で、生殖体を陳皮風味の卵蒸しや炒め物などの料理にして食用にする。シャリシャリした食感があり、タンパク質と脂肪が多く、アミノ酸バランスもよいとされる。珠江デルタにある水田には多く生息しており、5～6月と8～9月の繁殖期に水田に水を入れると流れに乗って集める事ができるため、採り集めて出荷する。